# درک شکل
درک شکل (انگلیسی: FORM PERCEPTION) توان تمیز اشیاء و پدیده‌های مادی بر اساس شکل آنهاست. شکل ظاهری پدیده‌های مادی در شناخت دیداری ما از محیط نقش بسیار مهمی دارند. اگرچه گاه اندازه و رنگ اشیاء ما را در شناسایی و بازشناسی اجزاء محیطی راهنمایی می‌کنند اما در اکثر موارد، راه برد اصلی ما در تشخیص و بازشناسی ماهیت پدیده‌های مادی در محیط شکل آنهاست.یکی از نظریاتی که سعی دارد چگونگی ادراک شکل را توضیح دهد بر تشخیص ویژگی‌های شکل استوار است. در دستگاه عصبی ما سلولهای خاصی نسبت به نشانه‌های مشخصی حساسند. برای مثال دیدن یک خط عمودی یا دیدن تقاطع دو پاره خط با زاویه ای خاص باعث شلیک نمونه‌های مشخصی از این سلولها می‌شود. به این ترتیب شاید دیدن هر شکلی مجموعه خاصی از سلولهای ویژگی یاب را فعال کرده و لیستی از ویژگی‌های شکل در معرض دید را به حافظه مخابره می‌کند. سپس داده‌های لیست با الگوهای طبقه‌بندی اشکال در حافظه مقایسه شده و در صورت تطبیق با یکی از الگوها آن شکل بازشناسی می‌شود. برای مثال دیدن شکلی که دارای ۴ زاویه قائم و ۴ ضلع مساوی است قابل تطبیق با الگوی مربع است و به عنوان یک مربع درک می‌شود. اما بازشناسی همه شکلها به سادگی یک مربع دو بعدی نیست. اشیائی که در معرض دید ما قرار می‌گیرند بسیار گوناگون بوده و بر اساس زاویه دید تغییر شکل می‌دهند. در ثانی در عمل ما قادریم در بسیاری از موارد، شکل یک شیء را تنها با دیدن بخش عمدهٔ آن تشخیص دهیم. برای مثال تشخیص گربه همسایه، چه در حال دویدن یا خوابیدن و حتی زمانی که بخشی از دمش در پشت کمد پنهان است، معمولاً برای ما دشوار نیست؛ بنابراین اگر به بازشناسی یک شکل بر اساس لیست ویژگیهای آن شکل باور داشته باشیم. اولا چنین لیستی باید حاوی جزئیات بسیاری باشد و ثانیاً الگوی قیاس نیز باید قابلیت انعطاف‌پذیری بالایی داشته باشد. اما در واقع در نگاه ما بسیاری از جزئیات یک شکل نادیده گرفته شده و بعضی از ویژگیها برجسته می‌شوند. این شیوه که طی آن دستگاه بینایی ما جزئیات خاصی را غربال کرده و جزئیات دیگری را بر اساس درجه اهمیت طبقه‌بندی می‌کند، تشخیص ویژگی نام دارد. برای مثال پوست تن یک گربه خانگی دارای تعداد بیشماری خطوط و زوایای مختلف است اما آنچه در نگاه ما برجسته می‌شود، خطوط خارجی حیوان است؛ یعنی همان خطوطی که شکل گربه را از زمینه اطرافش متمایز می‌کنند.
برای ما سایه گربه اهمیتی ندارد، چرا که سایه حیوان اطلاعات مفیدی در مورد هویت گربه در اختیار ما نمی‌گذارد. به سخن دیگر درک ما از یک شکل، تفسیری است که ما از محسوسات دیده خود می‌کنیم. چرا که ویژگیهای یک شکل گاه در ابتدای امر به کلی نادیده گرفته می‌شوند. برای مثال در تصویر بالا سمت چپ، ویژگیهای حروف در کلمه (LIFT) نخست نادیده گرفته شده و ویژگیهای چند شکل هندسی بی‌معنی برجسته می‌شوند. اما تفسیر دوباره ما از محسوسات دیده، به این اشکال هندسی بی‌معنی آرایشی مطابق محفوظات ما داده و حروف کلمه در مقابل چشمان ما نمایان می‌شوند. با این حساب می‌توان ادعا کرد که ویژگیهای یک شکل همانقدر که به خود شکل وابسته اند به دید ناظر بستگی دارند. تفسیر پذیری مشاهدات عینی و اهمیت تشخیص ویژگیها در تعامل با ظرفیت‌های ذهنی از جمله حافظه، در موارد دیگری نیز قابل اثبات و استناد است. این موارد به تفصیل در روان‌شناسی گشتالت تحت مطالعه قرار دارند.

## نقش مهم ویژگی‌های شکل

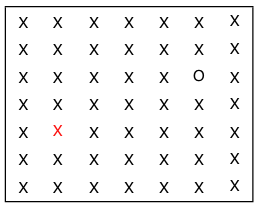
نمونه ساده ای از آزمون جستجوی ویژگی. از شرکت کننده می‌خواهند تا شکل دایره را در میان انبوه شکلهای دیگر پیدا کند.

روانشناسان مکتب گشتالت وجوهی از چگونگی طبقه‌بندی یافته‌های حس بینایی را توضیح داده و بعضی از اصول ذهنی در سازماندهی و تفسیر مشاهدات چشم را شناسایی کرده‌اند. با این حال، نقش مهم ویژگی‌های شکل در تشخیص اشیاء را نباید فراموش کرد. اهمیت ویژگی‌های شکل در تحقیقات که روی رفتار آدمی انجام شده، وضوح بیشتری پیدا می‌کند. در آزمونی که به نام جستجوی ویژگی معروف است، از شرکت کننده می‌خواهند در اسرع وقت شکل خاصی را در زمینه ای از شکل‌های گوناگون و گاه انحرافی پیدا کند. نتایج حاصل به روشنی اولویت ویژگی شکل در ابتدایی‌ترین مراحل درک ما از شکلها را نشان می‌دهند. یکی از نظریاتی که بر اساس این تحقیقات شکل گرفته، درک دیداری ما از اشیاء را به صورت سلسله مراتبی توضیح می‌دهد که از مراحل ساده مانند تشخیص یک خط یا زاویه مجرد شروع شده و به تدریج به تشخیص ترکیبات پیوسته پیچیده تری از این نشانه‌های ساده ارتقاء پیدا می‌کند. به این معنی که اگر یک سلول عصبی تنها با مشاهده یک دایره شلیک کند و یک سلول دیگر تنها در صورت مشاهده دو پاره خط متقاطع، شلیک همزمان این دو سلول یک تجربه جدید و پیچیده‌تر حسی را ابراز می‌کند. چنین الگویی که بر اساس سلسله مراتب سازمان یافته، شبکه ویژگی نام دارد. چرا که شامل شبکه ای از سلولهایی می‌شود که هر یک به ویژگی خاصی حساسند.

## درک نوشتار
در مورد چگونگی بازشناسی و خواندن حروف و کلمات در یک نوشته، نظریات مختلفی وجود داشته و دارند. به هر جهت، تحقیقات اخیر نقش عملکرد تخصصی سلولهای عصبی ویژگی یاب را برجسته می‌کنند. هر حرف و هر کلمه دارای مجموعه ای از ویژگیها مانند نقطه، منحنی و خطوط در زوایای مختلف است. گویا مشاهده هر یک از این ویژگیها به صورت مجرد، باعث شلیک نوعی خاص از سلولهای عصبی می‌شود. با این حساب احتمال می‌رود که شلیک همزمان یا به هم پیوسته مجوعه خاصی از این سلولها، اساس درک یک حرف یا کلمه باشد. پیامهایی که از این سلولهای عصبی به صوت دسته جمعی یا پشت سر هم به مراکز حافظه در مغز ارسال می‌شوند، باعث تحریک یا مهار پیوند شکل حرف یا کلمهٔ مشاهده شده، با حروف و کلمات ذخیره شده در حافظه می‌شوند. به این معنی که آن گروه از حروف و کلمات موجود در حافظه که ویژگیهایشان با حرف یا کلمهٔ تحت مشاهده تطبیق می‌کند، تحریک شده؛ و بر عکس دیگر حروف و کلمات مهار می‌گردند. به این ترتیب حروف و کلمات مربوط به یاد آورده شده و حروف و کلمات نامربوط نادیده گرفته می‌شوند، تا نهایتاً حرف یا کلمه مشاهده شده، با الگوی خاصی در حافظه به صورت مطلوب و خوانا تطبیق کند.